# 錫比利尼山脈

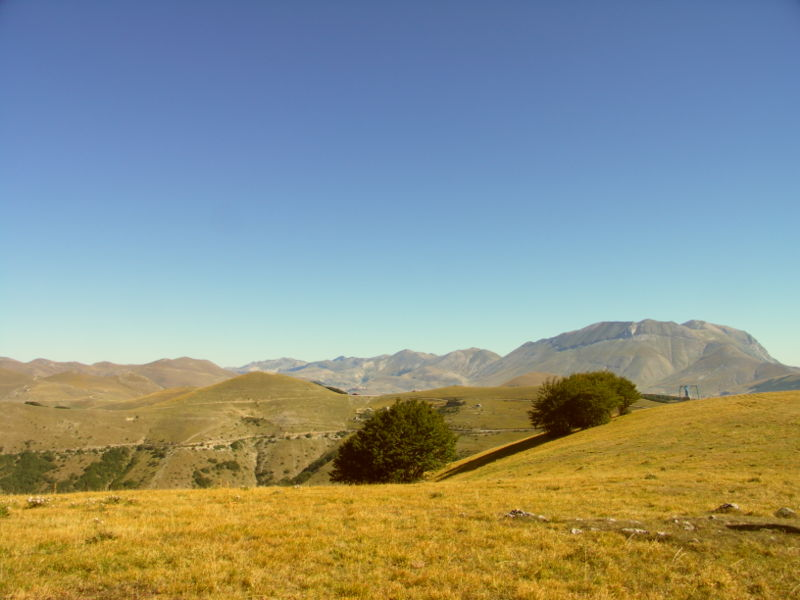

錫比利尼山脈是意大利的山脈，位於翁布里亞東部和馬爾凱之間，屬於亞平寧山脈中部的一部分，最高點海拔高度2,476米，山體由石灰岩形成。
42°49′26″N 13°16′32″E / 42.82389°N 13.27556°E